# Thierry Etouayo
Fabrice Thierry Etouayo (29 luglio 1977) è un ex calciatore congolese (Repubblica del Congo), di ruolo portiere.

## Carriera

### Club
Nel 1999, dopo aver militato al Kotoko MFOA, è passato all'ASEC Mimosas. Nel 2000 si è trasferito al Rouen. Nel 2001 è stato ingaggiato dall'Évreux AC. Nel gennaio 2003 si è trasferito al Jura Sud.

### Nazionale
Ha debuttato in nazionale il 16 ottobre 1994, all'età di 17 anni e 79 giorni, in Sierra Leone-Repubblica del Congo (3-2). Ha partecipato, con la nazionale, alla Coppa d'Africa 2000. Ha collezionato in totale, con la maglia della nazionale, cinque presenze e nove reti subite.

## Statistiche

### Cronologia presenze e reti in Nazionale
| Cronologia completa delle presenze e delle reti in nazionale ― Rep. del Congo | Cronologia completa delle presenze e delle reti in nazionale ― Rep. del Congo | Cronologia completa delle presenze e delle reti in nazionale ― Rep. del Congo | Cronologia completa delle presenze e delle reti in nazionale ― Rep. del Congo | Cronologia completa delle presenze e delle reti in nazionale ― Rep. del Congo | Cronologia completa delle presenze e delle reti in nazionale ― Rep. del Congo | Cronologia completa delle presenze e delle reti in nazionale ― Rep. del Congo | Cronologia completa delle presenze e delle reti in nazionale ― Rep. del Congo |
| Data                                                                          | Città                                                                         | In casa                                                                       | Risultato                                                                     | Ospiti                                                                        | Competizione                                                                  | Reti                                                                          | Note                                                                          |
| ----------------------------------------------------------------------------- | ----------------------------------------------------------------------------- | ----------------------------------------------------------------------------- | ----------------------------------------------------------------------------- | ----------------------------------------------------------------------------- | ----------------------------------------------------------------------------- | ----------------------------------------------------------------------------- | ----------------------------------------------------------------------------- |
| 16-10-1994                                                                    | Freetown                                                                      | Sierra Leone                                                                  | 3 – 2                                                                         | Rep. del Congo                                                                | Qual. Coppa d'Africa 1996                                                     | -3                                                                            |                                                                               |
| 30-07-1995                                                                    | Brazzaville                                                                   | Rep. del Congo                                                                | 0 – 2                                                                         | Ghana                                                                         | Qual. Coppa d'Africa 1996                                                     | -2                                                                            |                                                                               |
| 28-11-1999                                                                    | Libreville                                                                    | Rep. del Congo                                                                | 2 – 1                                                                         | Togo                                                                          | Amichevole                                                                    | -1                                                                            |                                                                               |
| 08-10-2000                                                                    | Curepipe                                                                      | Mauritius                                                                     | 1 – 2                                                                         | Rep. del Congo                                                                | Qual. Coppa d'Africa 2002                                                     | -1                                                                            |                                                                               |
| 28-01-2001                                                                    | Pointe-Noire                                                                  | Rep. del Congo                                                                | 1 – 2                                                                         | Tunisia                                                                       | Qual. Mondiali 2002                                                           | -2                                                                            |                                                                               |
| Totale                                                                        |                                                                               | Presenze                                                                      | 5                                                                             |                                                                               | Reti                                                                          | -9                                                                            |                                                                               |

## Palmarès

### Club

#### Competizioni nazionali
- Campionato ivoriano di calcio: 1

ASEC Mimosas: 2000
- Coppa della Costa d'Avorio: 1

ASEC Mimosas: 1999